# Krotoszyce

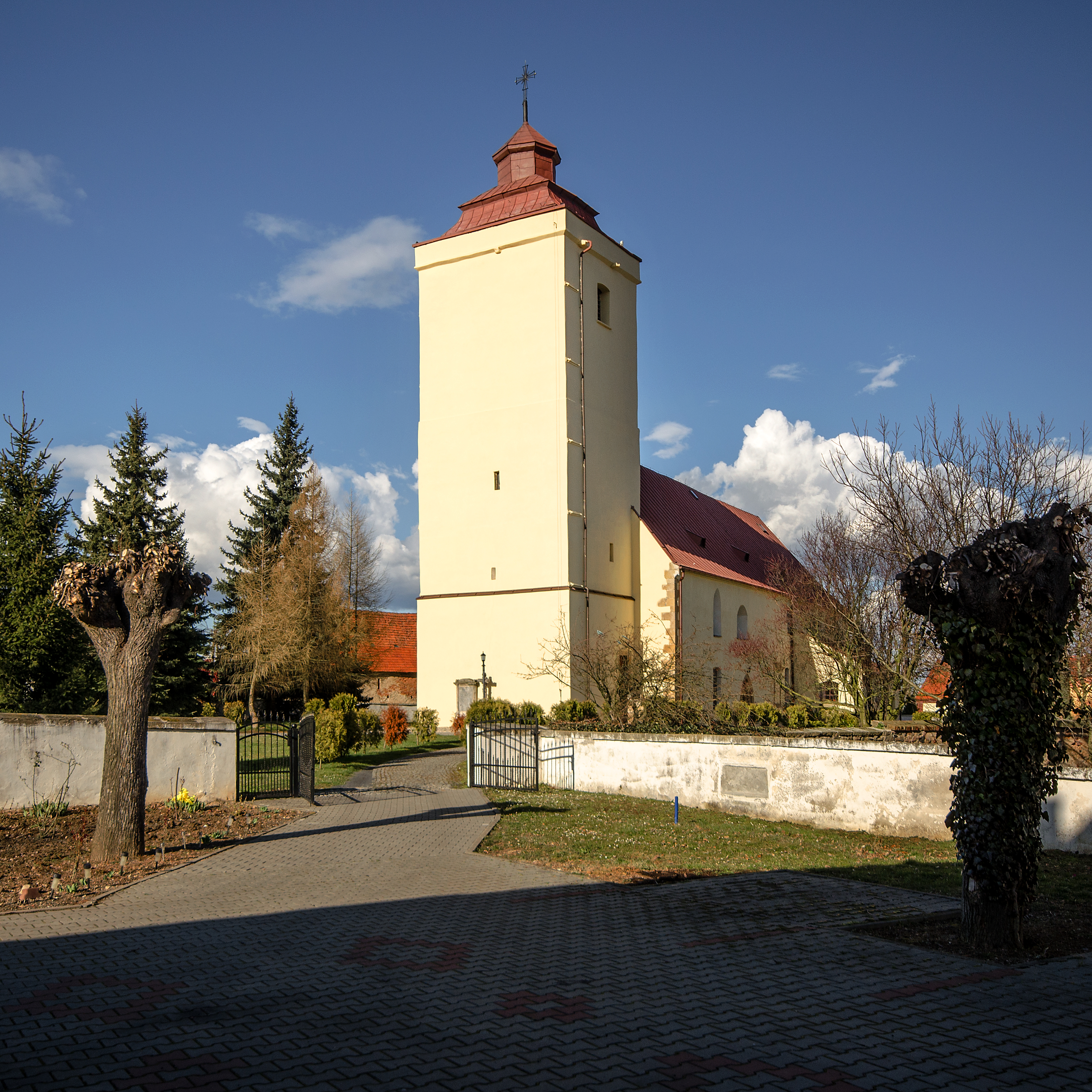
Kościół Wniebowzięcia NMP w Krotoszycach

Krotoszyce – wieś w Polsce położona w województwie dolnośląskim, w powiecie legnickim, w gminie Krotoszyce.

## Podział administracyjny
| SIMC    | Nazwa     | Rodzaj     |
| ------- | --------- | ---------- |
| 0364736 | Święciany | przysiółek |

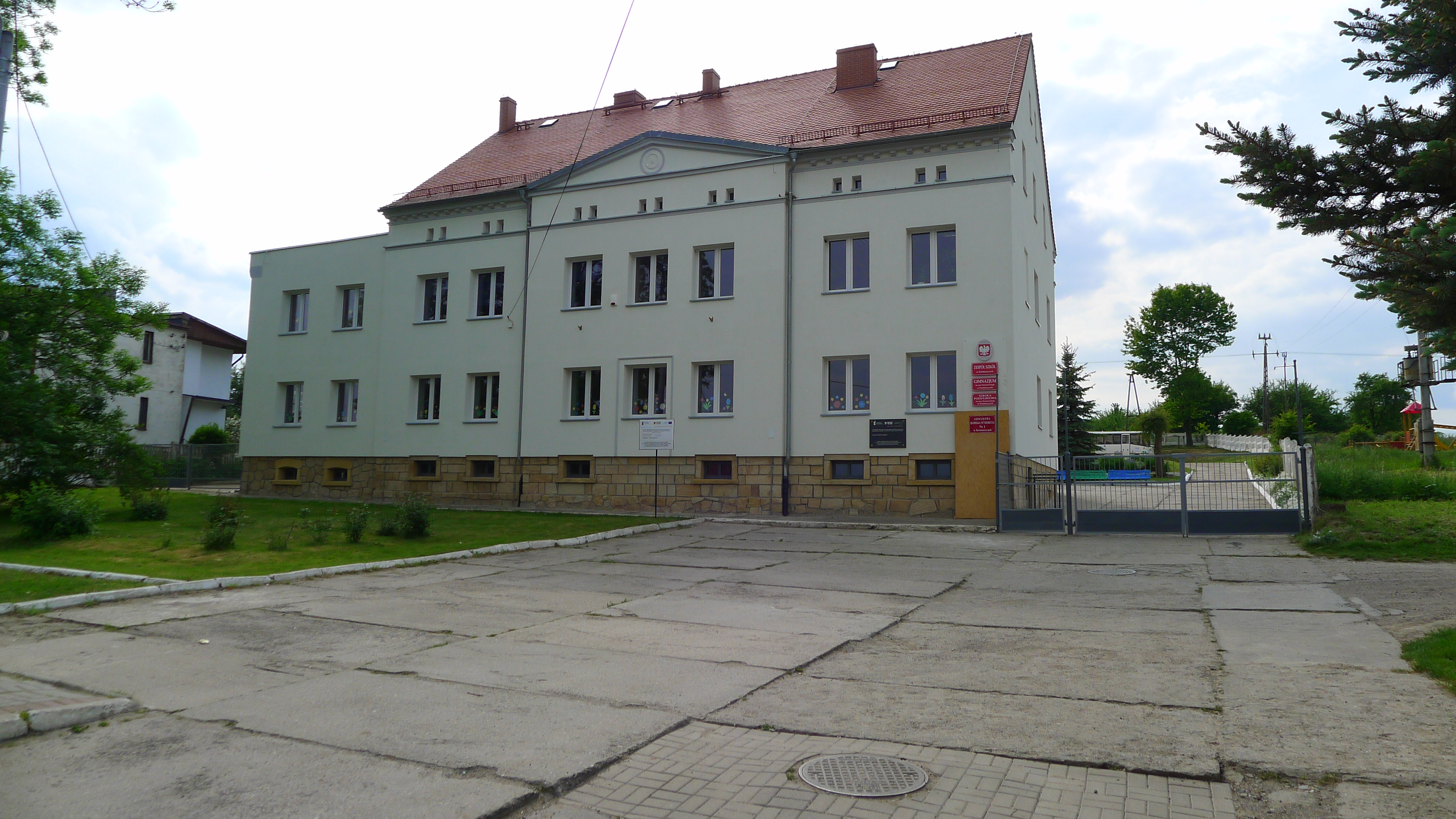
Szkoła

W latach 1954–1972 wieś należała do gromady Krotoszyce i  była siedzibą jej władz. W latach 1975–1998 miejscowość administracyjnie należała do województwa legnickiego. Miejscowość jest siedzibą gminy Krotoszyce.

## Demografia
Według Narodowego Spisu Powszechnego (III 2011 r.) Krotoszyce liczyły 651 mieszkańców. Są największą miejscowością gminy Krotoszyce.

## Sport
W miejscowości działa klub piłkarski pod nazwą Gryf Olimpia Krotoszyce. Sekcja seniorów rozgrywa mecze w B klasie, grupa Legnica VII, natomiast sekcja trampkarzy występuje w lidze terenowej trampkarzy pod kontrolą OZPN Legnica.

## Nazwa
W kronice łacińskiej Liber fundationis episcopatus Vratislaviensis (pol. Księga uposażeń biskupstwa wrocławskiego) spisanej za czasów biskupa Henryka z Wierzbna w latach 1295–1305 miejscowość wymieniona jest w zlatynizowanej formie Crochositz.

## Zabytki
Do wojewódzkiego rejestru zabytków wpisane są:
- Kościół Wniebowzięcia Najświętszej Maryi Panny w Krotoszycach z XV w., przebudowany w 1626 r., XIX/XX w.
- cmentarz przykościelny
- zespół pałacowy
  - pałac z 1686 r., otoczony zabytkowym, sześciohektarowym parkiem, w którym rośnie między innymi okazały platan o obwodzie 685 cm (na wys. 0,6 m) i wysokości 29 m[10]. W 1686 r. Florian Gottlob von Thielau nadał mu kształt neobarokowego pałacu, o czym świadczy data zachowana w kartuszu herbowym nad wejściem. Kolejne przebudowy w połowie XIX wieku, w 1894 r. i remont w roku 1964 nie zmieniły już jego kształtu. Od roku 1945 do 1949 obiekt znajdował się pod administracją wojsk radzieckich. Po ich odejściu przeszedł w ręce Państwowego Gospodarstwa Rolnego, a po jego upadku przejęła go Agencja Nieruchomości Rolnych, która sprzedała zabytek Przedsiębiorstwu Transportowo-Budowlanemu Sp. z o.o. ze Złotoryi. Po gruntownym remoncie całego zespołu pałacowo-parkowego, od 2010 roku Pałac Krotoszyce pełni funkcję kompleksu konferencyjno-hotelowego.
  - dom mieszkalny przy pałacu, z 1890 r.
  - park, z XIX w.